# Taniec pustyni
Taniec pustyni (ang. Desert Dancer) – brytyjski dramat filmowy z 2014 roku w reżyserii Richarda Raymonda o nielegalnej grupie tanecznej w Iranie. Zdjęcia kręcono w Casablance, Arfud, Londynie i Paryżu.

## Premiera
Film miał światową premierę 3 lipca 2014 roku. W Polsce zaprezentowano go na festiwalu Camerimage 19 listopada 2014 roku.

## Fabuła
Film oparty na faktach. Akcja dramatu rozgrywa się w Iranie. Głupa miłośników tańca, zakazanego przez władze państwowe, w ukryciu poznaje tajniki nowoczesnego tańca i ćwiczy, by wystąpić z dala od czujnych żandarmów pośród piasków pustyni.

## Obsada
W filmie wystąpili, m.in.:
- Freida Pinto jako Elaheh
- Nazanin Boniadi jako Parisa Ghaffarian
- Tom Cullen jako Ardavan
- Reece Ritchie	jako Afshin Ghaffarian
- Akin Gazi jako Farid Ghaffarian
- Marama Corlett jako Mona
- Simon Kassianides jako Sattar
- Makram Khoury jako Mehdi
- Tolga Safer jako Stephano
- Bamshad Abedi-Amin jako Mehran
- Davood Ghadami jako Szef Basij
- Neet Mohan jako Naser
- Omid Gholami jako opiekun
- Mourad Zaoui jako student
- Richard David-Caine jako Teymour / Trinculo

## Nagrody i nominacje (wybrane)
- Camerimage 2014
  - nominacja – Złota żaba dla Carlosa Catalána[4]
- MFF w Edynburgu 2014
  - nominacja do nagrody publiczności dla Richarda Raymonda[4]